# نقشارة هيوم صفراء الحاجب
نقشارة هيوم صفراء الحاجب (الاسم العلمي:   Phylloscopus  humei) (بالإنجليزية: Hume's  Leaf  Warbler)‏ هو طائر ينتمي إلى (فصيلة: Phylloscopidae).